# 李郃 (東漢)
李郃（？—？），字孟節，漢中郡南鄭縣人，東漢司空、司徒。太尉李固之父。
李郃的父親李頡，通儒學，官至博士。李郃繼承父業，在太學學習，通《五經》和河洛風星，能預知災禍，初為漢中郡吏時，他不同意太守到洛陽恭賀竇憲納妻，果然不久竇憲被逼自殺，只有漢中太守免禍。後舉孝廉，歷官至尚書令，拜太常。漢安帝元初四年（117年）任司空。李郃性格忠直，不畏權貴，敢陳朝廷得失。永寧元年（120年）十月十六，因為收人請托辦事，被罷免三公之位。漢順帝延光四年（125年）四月初一，任司徒，當時吏民疾病蔓延，永建元年（126年）正月廿九，他自請免職謝罪，代替皇帝受辜。年八十餘歲，在家中去世。

## 延伸阅读
[在维基数据编辑]
 《後漢書·卷82上》，出自范晔《後漢書》